# Franz Otto Kopp

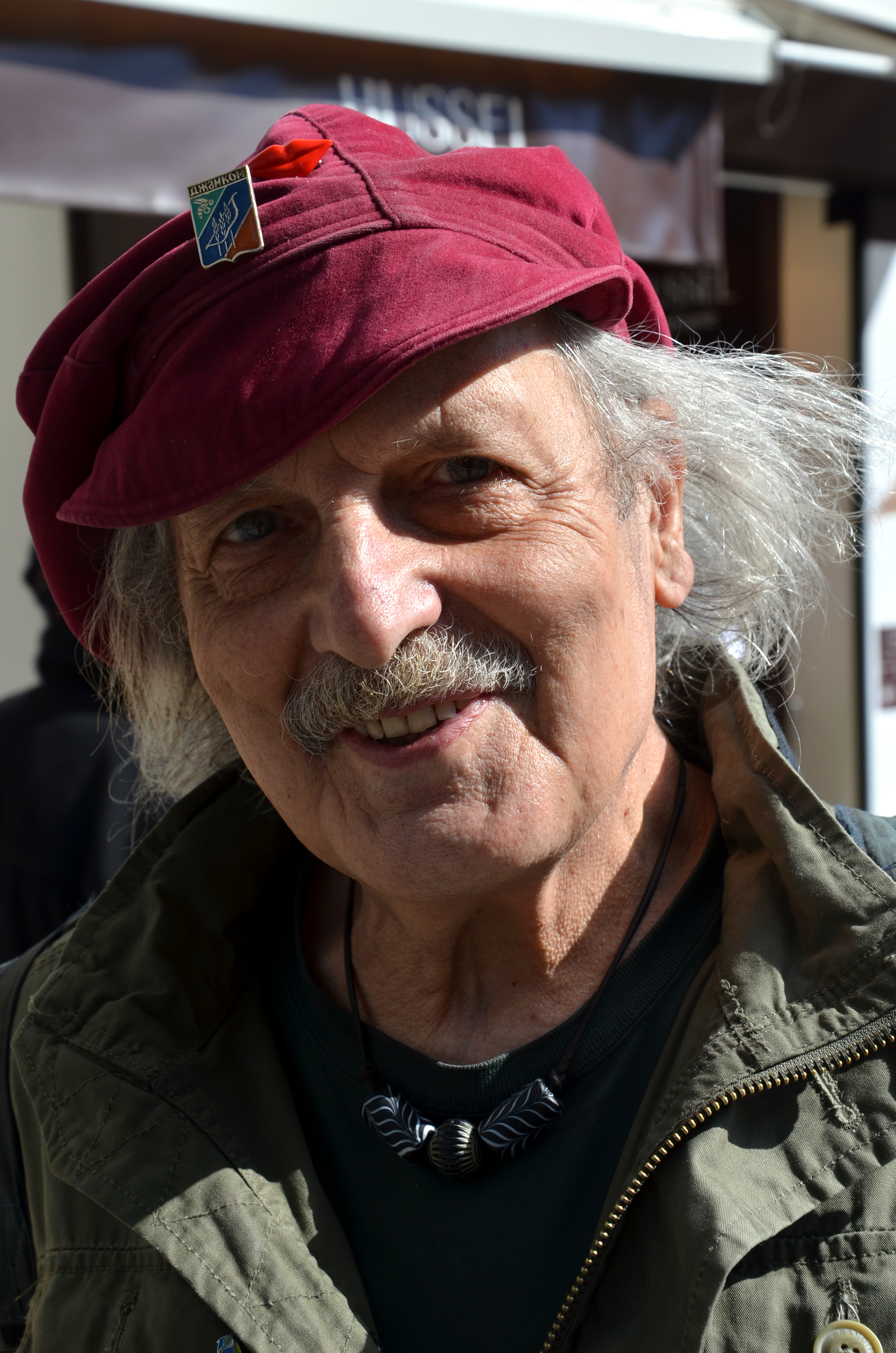
Franz Otto Kopp 2014 mit seiner selbstgeschneiderten weinroten Schirmmütze

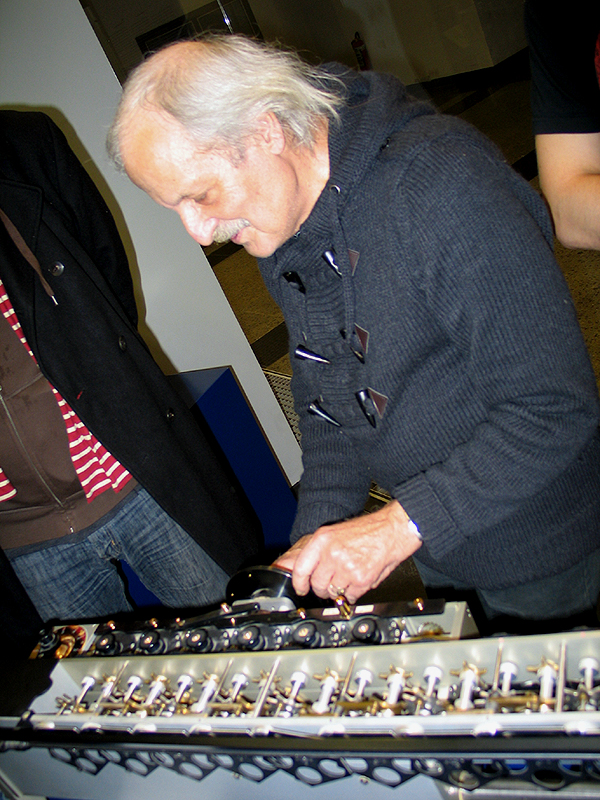
Franz Otto Kopp demonstriert das Hannoversche Modell 2005 der Leibnizschen Vier-Spezies-Rechenmaschine

Franz Otto Kopp (* 8. Januar 1937 in Hannover; † 9. Februar 2015 ebenda) war ein deutscher Ingenieur und ab 1976 Dozent am Fachbereich Design und Medien an der Fachhochschule Hannover. Als Oberingenieur an der Leibniz Universität Hannover konstruierte er mit Erwin Stein unter anderem den sogenannten Hannoverschen Nachbau der Vier-Spezies-Rechenmaschine von Gottfried Wilhelm Leibniz.

## Leben
Franz Otto Kopp studierte Maschinenbau an der Universität Hannover und promovierte 1973 am Fachbereich Maschinenwesen unter dem Titel Ein Beitrag zur Struktursynthese von Mechanismen. Schon zuvor war er seit 1966 am (heutigen) Institut für Getriebetechnik im Maschinenbau der Leibniz Universität unter der Leitung von Gerd Kiper tätig, zuletzt bis 2002 als Oberingenieur.
Parallel dazu wirkte Franz Otto Kopp seit 1976 als Dozent an der Fachhochschule Hannover im Bereich Medien und Design.
Auch als Künstler erregte Kopp mit seinen „Krabbeltieren aus Draht“ aufsehen, zuletzt im Januar 2015 während einer Ausstellung auf dem Lindener FAUST-Gelände.
Noch im Ruhestand hatte Kopp an der Hochschule Hannover gelehrt. Nachdem Freunde und Weggefährten des Ingenieurs ihn Mitte Februar 2015 jedoch tagelang vermisst hatten, fand die Polizei den „Mentor der Leibniz-Maschine“ schließlich tot in seiner Wohnung im hannoverschen Stadtteil Südstadt.

## Rechenmaschinen nach Leibniz
Während seiner Zeit als Oberingenieur an der Universität Hannover konstruierte Kopp, nach einem Antrag der Professoren Erwin Stein und Karl Popp, im Rahmen eines Forschungsauftrages der Deutschen Forschungsgemeinschaft den sogenannten Hannoverschen Nachbau der Vier-Spezies-Rechenmaschine von Leibniz. Die – funktionierende – Rechenmaschine wurde erstmals 2006 in einer Leibniz-Ausstellung in der Orangerie der Herrenhäuser Gärten der Öffentlichkeit präsentiert.

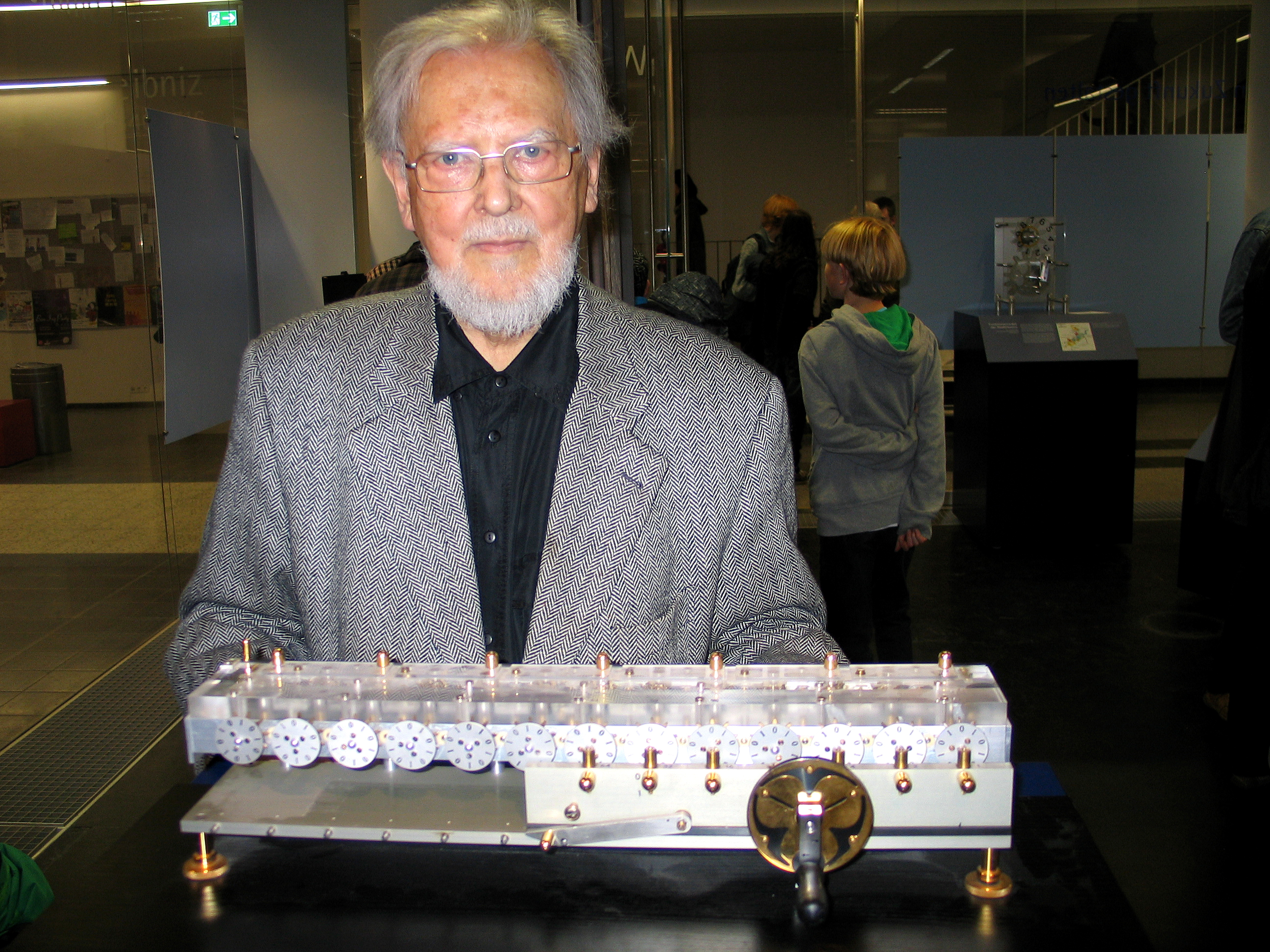
Erwin Stein erläutert die Binäre Vier-Spezies-Getriebemaschine nach Leibniz

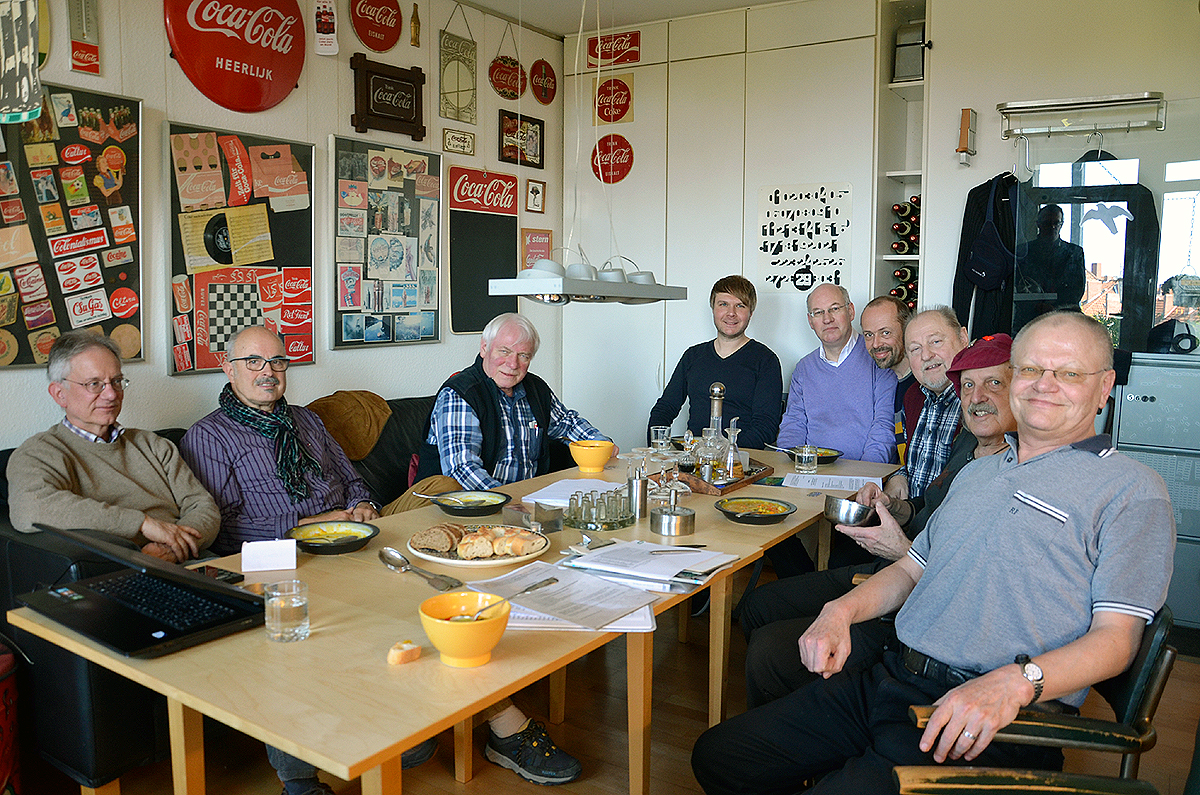
Kopp (2. von rechts, neben Rainer Hoffschildt) 2013 beim Verein zur Erforschung der Geschichte der Homosexuellen in Niedersachsen e.V. (VEHN)

Ebenfalls mit Erwin Stein entwarf Franz Otto Kopp und konstruierte von 2005 bis 2008 nach den Vorüberlegungen von Leibniz die Binäre Vier-Spezies-Getriebemaschine, die in der Leibniz-Dauerausstellung in den Glas-Pavillons im Erdgeschoss des Welfenschlosses zu sehen ist und zuletzt 2012 während der Langen Nacht der Wissenschaften in Hannover vorgeführt wurde.

## Schriften (Auswahl)
- Franz Otto Kopp: Ein Beitrag zur Struktursynthese von Mechanismen, Dissertation zur Promotion am 8. Februar 1973 gegenüber G. Kiper und O. Mahrenholtz an der Fakultät für Maschinenwesen der Technischen Universität Hannover, Hannover: 1973
- Erwin Stein, Franz-Otto Kopp: Konstruktion und Theorie der leibnizschen Rechenmaschinen im Kontext der Vorläufer, Weiterentwicklungen und Nachbauten. Mit einem Überblick zur Geschichte der Zahlensysteme und Rechenhilfsmittel, in der Reihe Studia Leibnitiana, Band 42 Heft 1, Franz Steiner Verlag
- Franz Otto Kopp: Der Hannoversche Nachbau der Vier-Spezies-Rechenmaschine nach G. W. Leibniz, in: 6. Kolloquium Getriebetechnik, hrsg. von Burkhard Corves, 1. Auflage, Aachen: Verlagshaus Mainz GmbH Aachen, 2005, ISBN 3-86130-773-1, S. 141–161
- Franz Otto Kopp, Erwin Stein: Konstruktive Verbesserungen im Hannoverschen Nachbau der Leibnizschen Vier-Spezies-Rechenmaschine, in: VIII. Internationaler Leibniz-Kongress, Vorträge 1. Teil, Hannover 2006, S. 390–397
- Erwin Stein, Franz Otto Kopp, K. Wiechmann, G. Weber: Neue Forschungsergebnisse und Nachbauten zur Vier-Spezies-Rechenmaschine und zur Dyadischen Rechenmaschine nach Leibniz, in: VIII. Internationaler Leibniz-Kongress, Vorträge 2. Teil, Hannover 2006, S. 1018–1025
- Franz Otto Kopp, Erwin Stein in: Leibniz – Auf den Spuren des großen Denkers, Unimagazin Hannover, Ausgabe 3/4 2006:
  - Es funktioniert doch – mit zwei Korrekturen. Zehnerüberträge der Leibniz. Zur Konstruktion des hannoverschen Nachbaus der Vier-Spezies-Rechenmaschine von Leibniz,  S. 56–59, online als PDF-Dokument
  - Calculemus! Neue Hannoversche Funktionsmodelle zu den Rechenmaschinen von Leibniz, S. 60–63
- Erwin Stein und Franz Otto Kopp: Konstruktiv-rechnerische und mathematisch-numerische Erforschung der dezimalen Rechenmaschine und deren Nachbau mit Korrekturen für vollständige Zehnerüberträge. In: Das letzte Original. Die Leibniz-Rechenmaschine der Gottfried-Wilhelm-Leibniz-Bibliothek. Hrsg. von der Gottfried-Wilhelm-Leibniz-Bibliothek. Ariane Walsdorf; Klaus Badur; Erwin Stein; Franz Otto Kopp. Hannover: Gottfried-Wilhelm-Leibniz-Bibliothek, 2014 (Schatzkammer. 1), S. 173–253. ISBN 978-3-943922-08-0
- Ariane Walsdorf, Klaus Badur, Erwin Stein, Franz Otto Kopp: Das letzte Original. Die Leibniz-Rechenmaschine der Gottfried Wilhelm Leibniz Bibliothek (= Schatzkammer, Bd. 1), hrsg. von der Gottfried Wilhelm Leibniz Bibliothek, Hannover: Gottfried Wilhelm Leibniz Bibliothek, 2014, ISBN 978-3-943922-08-0